# Takahata Tsutomu
Tsutomu Takahata (高畠 勉, sinh ngày 16 tháng 6 năm 1968) là một huấn luyện viên và cựu cầu thủ bóng đá người Nhật Bản.
Tsutomu Takahata đã dẫn dắt Kawasaki Frontale.